# Overpower (álbum)
Overpower é o álbum de estreia do cantor de italo disco Den Harrow, lançado em 1985 pela gravadora Baby Records.

## Faixas
| N.º | Título                    | Duração |  |
| 1.  | "Bad Boy"                 | 4:17    |  |
| 2.  | "Overpower"               | 4:18    |  |
| 3.  | "Future Brain"            | 4:11    |  |
| 4.  | "Make Ends Meet"          | 3:11    |  |
| 5.  | "Mad Desire"              | 4:10    |  |
| 6.  | "Charleston"              | 4:51    |  |
| 7.  | "Feedback"                | 4:11    |  |
| 8.  | "Jade (I Wanna Be There)" | 4:56    |  |
| 9.  | "Broken Radio"            | 4:48    |  |

## Desempenho nas paradas musicais
| Parada musical (1985)       | Melhor posição |
| --------------------------- | -------------- |
| Suécia (Sverigetopplistan)  | 29             |
| Suíça (Schweizer Hitparade) | 20             |